# Jaluiticola hesslei
Genre
Espèce
Jaluiticola hesslei, unique représentant du genre Jaluiticola, est une espèce d'araignées aranéomorphes de la famille des Salticidae.

## Distribution
Cette espèce est endémique des îles Marshall.

## Publication originale
- Roewer, 1944 : Einige Araneen von Prof. Dr. Sixten Bocks Pacifik-Expedition 1917-1918. Meddelanden från Göteborgs Musei Zoologisk Avdelning, vol. 104, p. 1-10.